# Sigegar
Sigegar († zwischen 996 und 997) war Bischof von Wells. Er wurde 975 zum Bischof geweiht und trat sein Amt im gleichen Jahr an. Er starb zwischen 996 und 997, vermutlich am 28. Juni in einem der beiden Jahre.